# Henri Louis de Rohan
Henri Louis Marie de Rohan, VIII duca di Montbazon, IX principe di Guéméné (Parigi, 30 agosto 1745 – Sychrov, 24 aprile 1809), è stato un nobile e cortigiano francese, penultimo gran ciambellano di Francia.

## Biografia

### Infanzia
Nacque a Parigi, membro del potentissimo casato di Rohan, che rivendicava l'ascendenza dai duchi di Bretagna. Fu l'unico figlio del capo del ramo principale della famiglia, Jules de Rohan, principe di Guéméné, e di sua moglie Marie Louise de La Tour d'Auvergne, figlia di Charles Godefroy de La Tour d'Auvergne.
Ebbe un fratellastro illegittimo, figlio della madre e del suo amante Carlo Edoardo Stuart, Charles Godefroy de Rohan, al quale il padre diede il suo cognome, ma che venne allevato dalla famiglia paterna degli Stuart. Era anche un lontano cugino del cardinale de Rohan, rimasto coinvolto nello scandalo della collana, e del marchese de Launay, l'ultimo governatore reale della Bastiglia.
Fu conosciuto sotto il titolo di Principe di Guéméné per tutta la vita, sebbene avesse ricevuto dal padre il ducato di Montbazon nel 1788. Veniva anche chiamato il Principe di Rohan-Guéméné. La famiglia possedeva l'Hôtel de Rohan-Guémené sulla Place des Vosges.
Al contrario del cardinale de Rohan, godeva della più assoluta fiducia di Maria Antonietta.

### Matrimonio
Il 15 gennaio 1761, sposò la cugina di secondo grado, Victoire Armande Josèphe de Rohan-Soubise, di due anni più vecchia, figlia di Carlo di Rohan-Soubise, principe di Soubise, e della principessa Anna Teresa di Savoia-Carignano. La coppia ebbe cinque figli, quattro dei quali raggiunsero l'età adulta.

### Carriera militare
Nel 1767, divenne capitano-tenente dei gendarmi della guardia. Nel 1775, fu nominato gran ciambellano di Francia dal re Luigi XVI, in quanto lo zio Godefroy de La Tour d'Auvergne, duca di Bouillon, aveva abbandonato la carica. La moglie, la principessa di Guéméné, fu invece nominata governante dei figli di Francia.
Nel 1780, fu promosso brigadiere degli eserciti del re.

### Bancarotta
A partire dagli anni 1780, fu coinvolto insieme ad altri membri della famiglia in alcuni scandali personali e politici. Nel 1782, l'amante, la contessa Thérèse Lucy de Dillon, prima moglie di Arthur Dillon e amica della moglie, morì di tubercolosi all'età di 30 anni. Nel 1783, il principe non venne condannato alla prigione, sorte che toccò al suo notaio, e dichiarò bancarotta, con un debito di 33 milioni di livres, la cui liquidazione finì solo nel 1792.
Pur ottenendo un forte aiuto economico da Luigi XVI e dalla consorte, lui e la moglie rinunciarono alle loro cariche a corte e lasciarono Versailles. Lui si ritirò in Navarra e la moglie si stabilì in Bretagna. Le loro proprietà furono vendute, incluso l'Hôtel di Rohan-Guéméné e la loro residenza a Montreuil. I sovrani considerarono l'accaduto un incidente più che uno scandalo: in fondo la realtà delle finanze della famiglia reale non differiva dalle altre. Nel 1784, fu maresciallo di campo.
Nel 1787, alla morte del suocero, fu il legittimo pretendente al titolo di Principe di Soubise.

### Rivoluzione francese
Fedele all'ancien régime, nel 1790, durante la rivoluzione francese, fuggì con il padre, la moglie e i figli in Svizzera, poi in Germania e in Austria, dove servì nell'esercito imperiale austriaco. Il conte d'Artois gli offrì il comando di una truppa, che rifiutò. Nel 1808, ricevette il titolo di Principe dall'imperatore Francesco I d'Austria. Morì a Praga, al castello di Sychrov in Boemia, allora parte del Sacro Romano Impero, pochi mesi dopo, nel 1809, all'età di 63 anni. Tuttavia, la madre era stata ghigliottinata nel 1793.

### Ultimi anni e morte
Più tardi, nel 1820, la famiglia acquistò il castello di Sychrov, dove costruirono la residenza. Seguendolo, gran parte dei discendenti s'impiantò anche nell'impero austriaco e lì si sforzò fino ad oggi.

## Discendenza
Dal matrimonio tra Henri Louis e Victoire Armande Josèphe de Rohan-Soubise nacquero cinque figli, quattro dei quali raggiunsero l'età adulta:
- Charlotte Victoire Joséphe Henriette de Rohan (17 novembre 1761 - 15 dicembre 1771);
- Charles Alain Gabriel de Rohan, duca di Montbazon, Rohan e Guéméné, principe di Guéméné (Versailles, 18 gennaio 1764 - Parigi, 24 aprile 1836), che sposò Louise Aglae de Conflans d'Armentieres (1763-1819) ed ebbe figli;
- Marie Louise Joséphine de Rohan (13 aprile 1765 - Parigi, 21 settembre 1839), che sposò Charles Louis de Rohan, duca di Montbazon (1765-1843), ed ebbe figli;
- Louis Victor de Rohan, duca di Rohan e Bouillon (Parigi, 20 luglio 1766 - Sichrow, 10 dicembre 1846), che sposò Berthe de Rohan (1782-1841) e non ebbe figli;
- Jules Armand Louis de Rohan (Versailles, 20 ottobre 1768 - Sichrow, 13 gennaio 1836), che sposò la principessa Guglielmina di Sagan (1781-1839) e non ebbe figli.

## Ascendenza
|                                            |                                             |                                               | Genitori                                         |  |  | Nonni |  |  | Bisnonni                        |  |  | Trisnonni                       |  |
|                                            |                                             |                                               |                                                  |  |  |       |  |  | 8. Charles III de Rohan-Guéméné |  |  | 16. Charles II de Rohan-Guéméné |  |
|                                            |                                             |                                               |                                                  |  |  |       |  |  | 8. Charles III de Rohan-Guéméné |  |  | 16. Charles II de Rohan-Guéméné |  |
|                                            |                                             | 17. Jeanne Armande de Schomberg               |                                                  |  |  |       |  |  | 8. Charles III de Rohan-Guéméné |  |  |                                 |  |
| 4. Hercule Mériadec de Rohan-Guéméné       |                                             |                                               |                                                  |  |  |       |  |  | 8. Charles III de Rohan-Guéméné |  |  |                                 |  |
|                                            |                                             | 9. Charlotte Élisabeth de Cochefilet          | 18. Charles de Cochefilet                        |  |  |       |  |  |                                 |  |  |                                 |  |
|                                            |                                             | 9. Charlotte Élisabeth de Cochefilet          | 18. Charles de Cochefilet                        |  |  |       |  |  |                                 |  |  |                                 |  |
|                                            |                                             | 9. Charlotte Élisabeth de Cochefilet          | 19. Françoise Angélique Aubéry                   |  |  |       |  |  |                                 |  |  |                                 |  |
| 2. Jules Hercule Mériadec de Rohan-Guéméné |                                             | 9. Charlotte Élisabeth de Cochefilet          |                                                  |  |  |       |  |  |                                 |  |  |                                 |  |
|                                            |                                             | 10. Hercule Mériadec de Rohan-Soubise         | 20. François de Rohan                            |  |  |       |  |  |                                 |  |  |                                 |  |
|                                            |                                             | 10. Hercule Mériadec de Rohan-Soubise         | 20. François de Rohan                            |  |  |       |  |  |                                 |  |  |                                 |  |
|                                            |                                             | 10. Hercule Mériadec de Rohan-Soubise         | 21. Anne de Rohan-Chabot                         |  |  |       |  |  |                                 |  |  |                                 |  |
| 5. Louise de Rohan-Soubise                 |                                             | 10. Hercule Mériadec de Rohan-Soubise         |                                                  |  |  |       |  |  |                                 |  |  |                                 |  |
|                                            |                                             | 11. Anne Geneviève de Lévis                   | 22. Louis Charles de Lévis                       |  |  |       |  |  |                                 |  |  |                                 |  |
|                                            |                                             | 11. Anne Geneviève de Lévis                   | 22. Louis Charles de Lévis                       |  |  |       |  |  |                                 |  |  |                                 |  |
|                                            |                                             | 11. Anne Geneviève de Lévis                   | 23. Charlotte de La Mothe Houdancourt            |  |  |       |  |  |                                 |  |  |                                 |  |
| 1. Henri Louis de Rohan-Guéméné            |                                             | 11. Anne Geneviève de Lévis                   |                                                  |  |  |       |  |  |                                 |  |  |                                 |  |
|                                            | 12. Emmanuel Théodose de La Tour d'Auvergne | 24. Godefroy Maurice de La Tour d'Auvergne    |                                                  |  |  |       |  |  |                                 |  |  |                                 |  |
|                                            | 12. Emmanuel Théodose de La Tour d'Auvergne | 24. Godefroy Maurice de La Tour d'Auvergne    |                                                  |  |  |       |  |  |                                 |  |  |                                 |  |
|                                            | 12. Emmanuel Théodose de La Tour d'Auvergne | 25. Maria Anna Mancini                        |                                                  |  |  |       |  |  |                                 |  |  |                                 |  |
| 6. Charles Godefroy de La Tour d'Auvergne  | 12. Emmanuel Théodose de La Tour d'Auvergne |                                               |                                                  |  |  |       |  |  |                                 |  |  |                                 |  |
|                                            |                                             | 13. Maria Anna Mancini                        | 26. Charles Belgique Hollande de La Trémoille    |  |  |       |  |  |                                 |  |  |                                 |  |
|                                            |                                             | 13. Maria Anna Mancini                        | 26. Charles Belgique Hollande de La Trémoille    |  |  |       |  |  |                                 |  |  |                                 |  |
|                                            |                                             | 13. Maria Anna Mancini                        | 27. Madeleine Marguerite de Créquy               |  |  |       |  |  |                                 |  |  |                                 |  |
| 3. Marie Louise de La Tour d'Auvergne      |                                             | 13. Maria Anna Mancini                        |                                                  |  |  |       |  |  |                                 |  |  |                                 |  |
|                                            |                                             | 14. Jakub Ludwik Sobieski                     | 28. Jan III Sobieski                             |  |  |       |  |  |                                 |  |  |                                 |  |
|                                            |                                             | 14. Jakub Ludwik Sobieski                     | 28. Jan III Sobieski                             |  |  |       |  |  |                                 |  |  |                                 |  |
|                                            |                                             | 14. Jakub Ludwik Sobieski                     | 29. Marie-Casimire-Louise de La Grange d'Arquien |  |  |       |  |  |                                 |  |  |                                 |  |
| 7. Maria Karolina Sobieska                 |                                             | 14. Jakub Ludwik Sobieski                     |                                                  |  |  |       |  |  |                                 |  |  |                                 |  |
|                                            |                                             | 15. Hedwig Elisabeth Amalia von Pfalz-Neuburg | 30. Philipp Wilhelm von der Pfalz                |  |  |       |  |  |                                 |  |  |                                 |  |
|                                            |                                             | 15. Hedwig Elisabeth Amalia von Pfalz-Neuburg | 30. Philipp Wilhelm von der Pfalz                |  |  |       |  |  |                                 |  |  |                                 |  |
|                                            |                                             | 15. Hedwig Elisabeth Amalia von Pfalz-Neuburg | 31. Elisabeth Amalie von Hessen-Darmstadt        |  |  |       |  |  |                                 |  |  |                                 |  |
|                                            |                                             | 15. Hedwig Elisabeth Amalia von Pfalz-Neuburg |                                                  |  |  |       |  |  |                                 |  |  |                                 |  |